# Cinema d'Itàlia

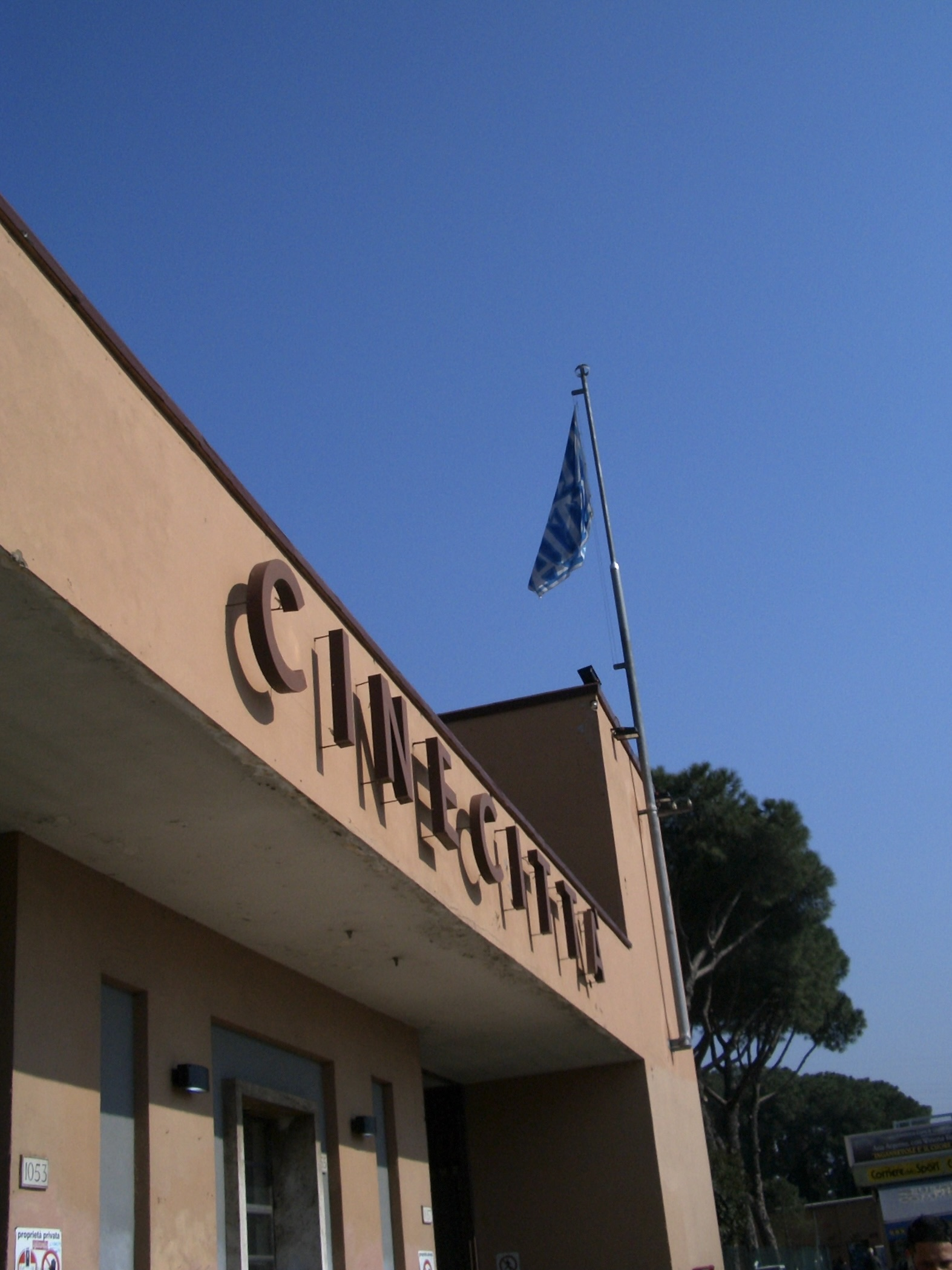
Entrada als estudis de Cinecittà, a Roma.

La història del cinema italià va començar amb prou feines pocs mesos després que els germans Lumière haguessin descobert el mitjà, quan el papa Lleó XIII va ser filmat per alguns segons mentre beneïa la càmera fotogràfica.

## El cinema mut

### Primers passos
Durant l'època del cinema mut, a Itàlia es va produir un elevat nombre de pel·lícules. S'ha calculat que fins al 1930 es van realitzar 9.816 films de diversa extensió, de les quals han sobreviscut unes 1.500. Per fer-se una idea de la importància d'aquesta xifra, cal comparar amb els quals es van produir entre 1930 i 1943 (740) o entre 1945 i 1959 (1.518). La primera patent de cinematògraf a Itàlia va ser dipositada per Filoteo Alberini (1865-1937), l'11 de novembre de 1895. A l'any següent es va produir la pel·lícula documental Umberto i Margherita di Savoia a passeggio per il parco, dirigida pel torinès Vittorio Calcina (1847-1916), un curtmetratge que mostrava al rei Humbert I d'Itàlia i a la seva esposa Margarida Teresa de Savoia passejant pel Parc de Monza. Aquesta pel·lícula, considerada la primera produïda a Itàlia, s'ha perdut, però sí es conserva una altra, rodada el 1896, també per Calcina, que mostra unes imatges del papa Lleó XIII. Sobreviuen alguns altres films de l'època, molt similars als contemporàniament rodats a França pels germans Lumière, que també van exhibir les seves obres a Itàlia, el 1896.
Aquestes primeres pel·lícules s'exhibien tant en teatres com en fires, cafès i escoles, fins que, el 1905, van començar a crear-se els primers cinemes. El 1906, Torí comptava ja amb nou, Milà amb set, Roma amb 23 i Nàpols amb 21. Hi havia més sales d'exhibició en el Sud, probablement per ser considerat el cinematògraf una diversió pròpia de les classes més populars. En la mateixa època, no obstant això, el principal centre de producció es trobava a Torí: en aquesta ciutat es van produir, l'any 1907, 107 pel·lícules, mentre que a Roma es realitzaven 40 i a Milà només sis.
La primera pel·lícula de ficció va ser La presa de Roma, dirigida per Filoteo Alberini el 1905: narra un episodi del Risorgimento, la presa de Porta Pia per les tropes italianes el 1870. Durant aquests anys es va organitzar la primera indústria cinematogràfica italiana, amb tres companyies principals: dues radicades a Torí (Ambrosio i Itala Film) i una a Roma (Cinès, fundada per Alberini).

### El cinema històric
Durant l'època del cinema mut, un dels gèneres que va aconseguir major importància al cinema italià és el que més tard es coneixeria com a Kolossal o peplum, això és, cinema d'aventures ambientat en l'època clàssica, caracteritzat pels seus elaborats escenaris i les seves escenes de masses, generalment adaptat de famoses obres literàries. Giovanni Pastrone (1883-1959), Enrico Guazzoni (1876-1949) i Mario Caserini (1874-1920) són alguns dels realitzadors que més van brillar en aquest gènere, que va donar al cinema italià la seva primera època d'esplendor. La pel·lícula Els últims dies de Pompeia (Gli ultimi giorni di Pompei, Luigi Maggi, 1908), produït per l'Ambrosio, va iniciar el gènere del cinema monumental italià. Aviat van seguir altres films, com La caiguda de Troia (La caduta di Troia, Luigi Romano Borgnetto i Giovanni Pastrone, 1910), Quo Vadis? (Enrico Guazzoni, 1913) i una nova versió de Els últims dies de Pompeya (Gli ultimi giorni di Pompeii, Mario Caserini, 1913). En l'època anterior a la Primera Guerra Mundial, el cinema històric italià es va fer famós a tot el món.
L'obra culminant d'aquest període del cinema italià és Cabiria (Giovanni Pastrone, 1914), ambientada en la Segona Guerra Púnica. Curiosament és amb Cabiria que sorgeix la primera saga de la història del cinema mundial, de la mà d'un dels seus personatges, Maciste. Ell és qui interpretava a un esclau de gran port, i va tenir tal èxit que ja en 1915 van generar el seu propi film anomenat "Maciste". Entre 1915 i 1926 es van realitzar 26 films amb Maciste com a protagonista.

## El cinema durant el feixisme
En l'època del triomf del feixisme. El Govern italià va emprar mitjans financers molt importants per «protegir la indústria cinematogràfica nacional» i construir Cinecittà i el Centre Sperimentale di Cinematografía, dos centres destinats a la formació d'actors, directors i tècnics, al mateix temps que, no obstant això, obligava als productors a invertir en epopeies, obres històriques i comèdies musicals molt allunyades de la veritable realitat humana i social del país.
El cinema italià solament va poder abordar aquestes realitats després del gran trastorn que va suposar la Segona Guerra Mundial i les seves immediates conseqüències. Va aparèixer llavors un fenomen, conegut avui amb el nom de neorealisme que, certament, constitueix fins avui la major contribució d'Itàlia a la història i a l'evolució del cinema.

## El Neorealisme
En el convuls període de la història italiana corresponent als últims anys de la Segona Guerra Mundial i la immediata postguerra, va sorgir al cinema italià un nou moviment denominat Neorealisme, això és, "nou realisme". El cinema neorrealista se centra temàticament en la vida quotidiana de personatges pertanyents a la classe treballadora, amb una clara intenció crítica. Més que en històries individuals, posa el focus d'atenció en els problemes de la col·lectivitat. Recorre amb freqüència a actors no professionals per als papers secundaris, i de vegades també (com per exemple en El lladre de bicicletes de De Sica) per als protagonistes. Les pel·lícules neorrealistes es roden sovint en exteriors.
Entre els més destacats cineastes neorrealistes cal citar als directors Roberto Rossellini, Luchino Visconti, Vittorio De Sica, Pier Paolo Pasolini, Giuseppe De Santis, Pietro Germi, Alberto Lattuada, Renato Castellani, Luigi Zampa i als guionista Cessés Zavattini i Suso Cecchi d'Amico.
S'han buscat antecedents del Neorealisme en pel·lícules italianes tan llunyanes en el temps com Perduts en la foscor (Sperduti nel buio, Nino Martoglio, 1914) o Assunta Spina (Gustavo Asserena, 1915), així com en alguns llargmetratges dirigits per Blasetti durant el període feixista.